# Dennis Lillee

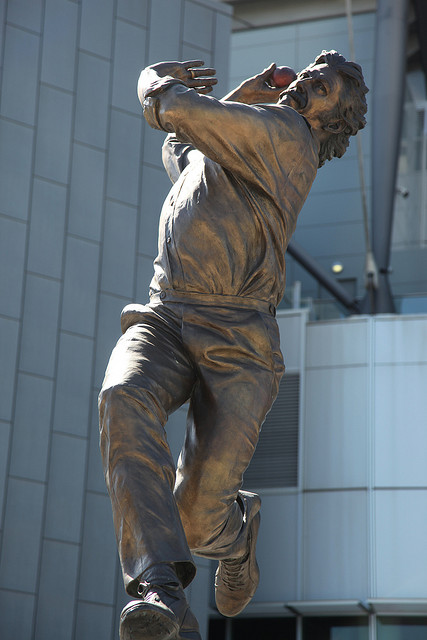
Pomnik Dennisa Lillee

Dennis Keith Lillee (ur. 18 lipca 1949 w Subiaco) – australijski krykiecista, najskuteczniejszy fast bowler tego kraju w latach 70. i na początku 80., jeden z najlepszych australijskich krykiecistów w historii.

## Kariera
Lillee zadebiutował jako zawodnik Western Warriors w sezonie 1969-70. Dwa lata później został powołany do reprezentacji Australii i zadebiutował na szczeblu meczów testowych w serii The Ashes w styczniu 1971. Jego indywidualny rezultat z debiutanckiego meczu to 5 za 83 (5 zdobytych bramek, 83 oddane runy) w 28,3 overa – wynik nadspodziewanie dobry jak na debiutanta. W meczu z „jedenastką świata” w grudniu tego samego roku poradził sobie z tak renomowanymi batsmanami jak Garfield Sobers, Clive Lloyd, Rohan Kanhai i Sunil Gavaskar, zdobywając 8 bramek za 29 runów w pierwszym inningsie spotkania w Perth.
W 1972 roku wziął udział w tournée do Anglii w ramach The Ashes. W serii zremisowanej 2-2 zdobył 31 wicketów, osiągając świetną średnią rzutu 17,67. Te występy dały mu tytuł Krykiecisty Roku za rok 1973 przyznawany przez „Wisden Cricketers' Almanack”.
Właśnie w 1973, podczas tournée do Indii Zachodnich, Lillee odniósł poważną kontuzję – przeciążeniowy uraz kręgosłupa w czterech miejscach niemalże zmusił go do zakończenia kariery, ale Lillee poddał się intensywnej fizjoterapii i po półtorarocznej przerwie wrócił do wyczynowego sportu, szybko odzyskując miejsce w reprezentacji Australii. Kontuzja zmusiła go jedynie do zmiany stylu rzucania piłki, co i tak nie przeszkadza w obecnym uznawaniu go za doskonałego czy też „kompletnego” bowlera.
W The Ashes 1974/75 wspólnie z drugim fast bowlerem Jeffem Thomsonem, nazywanym często najwybitniejszym graczem na tej pozycji w historii, poprowadził Australię do zwycięstwa nad Anglikami 4-1 w całej serii. W tym samym czasie zmierzono jaką prędkość osiągają rzucane przez niego piłki. Wynik wyniósł 154,8 km/h.
Stał się drugim najszybszym (po Clarriem Grimmetcie) bowlerem, któremu udało się zdobyć 200 wicketów w meczach testowych, a w serii domowych meczów przeciw Indiom pobił należący dotąd do Richiego Benauda rekord 248 wicketów dla reprezentacji Australii w meczach testowych. Niedługo potem pobił absolutny rekord wicketów w meczach testowych – grając przeciw Indiom Zachodnim w Melbourne wyeliminował kolejno batsmanów Desmonda Haynesa, Colina Crofta i Viva Richardsa pierwszego dnia meczu, a drugiego dzięki wyeliminowaniu Larry’ego Gomesa przeskoczył należący do Lance’a Gibbsa rekord 309 wicketów.
Karierę międzynarodową zakończył wraz z batsmanem Gregiem Chappellem i wicket-keeperem Rodem Marshem, z którym przez wiele lat tworzył skuteczny duet, po meczu z Pakistanem w Sydney w styczniu 1984. Lillee był wówczas najskuteczniejszym rzucającym w historii meczów testowych ze średnią 23,92.
W 1977 Lillee stał się jednym z graczy, którzy przyłączyli się do World Series Cricket Kerry’ego Packera, co wykluczyło go na pewien czas z gier testowych i jednodniowych.
Po zakończeniu kariery reprezentacyjnej w roku 1984 Lillee jeszcze przez cztery lata grał w krykieta na szczeblu pierwszoklasowym w barwach klubu Tasmanian Tigers, który w dużej mierze dzięki niemu stał się liczącą się drużyną w Sheffield Shield. Odszedłszy na dobre z zawodowego krykieta, nie porzucił samej dyscypliny, wciąż grywając, aż do 1999, w tradycyjnych meczach President’s XI. W swoim ostatnim spotkaniu zdobył trzy wickety.
Pod koniec XX wieku poświęcił się pracy trenera, szkoląc młodych fast bowlerów. W tej roli również zyskał wielką renomę. W 2010 odznaczony Orderem Australii.

## Drużyny

### Narodowe
- Australia

### Australijskie drużyny stanowe
- Tasmania
- Australia Zachodnia

### Hrabstwa angielskie
- Northamptonshire

## Pierwsze i ostatnie mecze

### testowe
- Debiut: mecz z Anglią, Adelaide, 1970-1971
- Ostatni mecz: z Pakistanem, Sydney, 1983-1984

### jednodniowe
- Debiut: mecz z Anglią, Manchester, 1972
- Ostatni mecz: z Indiami Zachodnimi, Lord's, 1983

## Kontrowersje

### World Series cricket
Największe kontrowersje wokół Lillee wybuchły, gdy odszedł z „tradycyjnego” krykieta do dużo bardziej skomercjalizowanego World Series Cricket, co na kilka lat uniemożliwiło mu występy w meczach międzynarodowych.

### Incydent z metalowym kijem
Jeden z najprzykrzejszych incydentów w jego karierze miał miejsce na boisku WACA w Perth w grudniu 1979. Australia grała z Anglią i pod koniec pierwszego dnia meczu miała kiepski wynik: 232 runy za 8 outów z Lillee odbijającym. Gdy grę wznowiono dnia następnego, Lillee wyszedł do gry nie z tradycyjnym kijem z drewna wierzbowego, ale z kijem zrobionym z aluminium wyprodukowanym przez przyjaciela Lillee’ego, Grahama Monoghana. Kije takie produkowane były jako tani substytut do wykorzystywania na przykład w szkołach, ale Lillee postanowił skorzystać z faktu, że żaden przepis nie zabraniał wówczas użycia takiego kija w spotkaniu oficjalnym i użył go w meczu z Anglikami.
Przy czwartej piłce tego dnia Lillee odbił piłkę rzuconą przez Iana Bothama i zaliczył trzy runy. Jednakże kapitan Australijczyków, Greg Chappell, uznał, że ta piłka powinna była zdobyć cztery runy i nakazał rezerwowemu Rodneyowi Hoggowi, by dostarczył Lillee’emu tradycyjny kij drewniany. Hogg wykonał polecenie, lecz Lillee odmówił i przyjął postawę gotowości do odbicia kolejnej piłki.
Sędziowie, wraz z kapitanem Anglików, Mikiem Brearleym, który chwilę wcześniej złożył u nich skargę, twierdząc, że metalowy kij niszczy piłkę, przez blisko dziesięć minut dyskutowali z Lillee, zmuszając go wreszcie do przyjęcia kija drewnianego. Australijski krykiecista nie został ukarany ani za używanie kija metalowego, ani za odrzucenie go w geście wściekłości, gdy wreszcie uległ namowom i przyjął kij wierzbowy.
Po meczu sprzedaż aluminiowych kijów błyskawicznie wzrosła i choć trwało to tylko kilka miesięcy, do chwili, gdy oficjalnie nakazano używanie kijów wyłącznie drewnianych, Lillee zdążył się wzbogacić na prowizji otrzymanej od Monoghana. Drewniany kij z tamtego meczu wciąż jest w jego posiadaniu. Po meczu zebrał nań podpisy graczy obu drużyn; Brearley napisał „Powodzenia ze sprzedażą”.

### Lillee kontra Miandad
Konfrontacja pomiędzy Lilleem a pakistańskim batsmanem Javadem Miandadem nazwana została „najbardziej nieelegancką sceną w historii meczów testowych”.
Javed odbił lekko piłkę rzuconą przez Lilleego i ruszył do przodu, aby zdobyć jeden run, ale po drugiej stronie pitchu zderzył się z bowlerem, właśnie Lilleem. Większość obserwatorów uważała, że była to wina Australijczyka, który umyślnie stanął na drodze Miandada. Wściekły Lillee odwrócił się w kierunku Pakistańczyka z podniesionymi rękami i gotowy do bójki, a Miandad podniósł swój bat, gotów uderzyć Lilleego. Zdjęcia, na których sędzia Tony Crafter przytrzymuje Lilleego, obiegły szybko cały świat krykieta. Lillee został ukarany karą pieniężną i zawieszeniem na dwa mecze.

## Nagrody i wyróżnienia
- Wisden Cricketers of the Year w 1973
- Włączony do Australian Cricket Hall of Fame w 2002
- Wybrany do oficjalnej Testowej Reprezentacji Australii stulecia
- Zaśpiewał o nim zespół Men At Work w piosence „No Restrictions”. Dotyczy go linijka „Hear the cricket calling, switch on the TV, sit and stare for hours, and cheer Dennis Lillee.”